# Dalruner
Dalruner er en type af runer, som blev brugt i Älvdalen i Sverige, hvor de blev anvendt indtil begyndelsen af 1900-tallet.
De fleste kendte og bevarede indskrifter med dalruner er skåret ud i træ og de ældste af disse er fra 1500-tallet. Størstedelen af dalruneindskrifter er fundet i bygderne ved Älvdalen i landskabets nordlige del. 
Med tiden fik flere af runerne stadig større lighed med tilsvarende tegn i det latinske alfabet. Til og med Å, Ä og Ö blev indlånt.